# ノイヒュッテン (ウンターフランケン)
ノイヒュッテン (ドイツ語: Neuhütten) は、ドイツ連邦共和国バイエルン州ウンターフランケン行政管区のマイン＝シュペッサルト郡に属す町村（以下、本項では便宜上「町」と記述する）である。行政機関は同名の地区に存在する。

## 地理

### 位置
ノイヒュッテンは、バイエリッシャー・シュペッサルトのヴュルツブルク地域に位置している。町内の最高地点はビシュボルナーホーフ近くのヘングストコプフ東斜面の海抜 472 m、最低地点はロールバッハ川沿いの海抜 232 m である。

### 自治体の構成
ノイヒュッテンは3つのオルツタイル（行政上の地区区分）、2つのゲマルクング（不動産における地区区分）に分けられる。
- ゲマルクング・ノイヒュッテン
  - ノイヒュッテン
- ゲマルクング・フォルスト・ローラー・シュトラーセ
  - ビシュボルナーホーフ（飛地）
  - ローラーシュトラーセ（飛地）

ゲマルクング・ノイヒュッテンの他にフォルスト・ローラーシュトラーセという名称のゲマルクング部分がある。このゲマルクングはフォルスト・ローラーシュトラーセという森に囲まれた3つの飛地で構成されている。この他に住む人のいない飛地「ビルキヒ」(1.1 ha) がある。

### 隣接する町村
| ハインリヒスターラー・フォルスト* （アシャッフェンブルク郡）         |                                                            | ヴィースタール                    |
| ハイゲンブリュッケン （アシャッフェンブルク郡）                      |                                                            | パルテンシュタイナー・フォルスト* |
| フォルスト・ハイン・イム・シュペッサルト* （アシャッフェンブルク郡） | ローテンブーヒャー・フォルスト* （アシャッフェンブルク郡） | フォルスト・ローラーシュトラーセ* |

- 地名の後に「*」があるのは市町村に属さない地区を示す。
- 郡名が明記されていない市町村、地区はいずれもマイン＝シュペッサルト郡に属す。

## 地名

### 語源
元の地名 Breidenstein は、中高ドイツ語の単語 breit と stein からなる。これは「広い岩」を意味する。三十年戦争で村が破壊された後、新たな (neu) 精錬所 (Hütten) が設けられた。現在の地名は古高ドイツ語の niuwe と hütte からなる。

### 古い表記
この町は、様々な古地図や史料に以下のような表記で記されている。
| - 1432年 Breydenstein - 1513年 Newhutten - 1526年 Newenhutten | - 1649年 Neühütten - 1694年 Newhutt - 1820年 Neuhütten |

## 歴史

### 自治体の成立まで
1349年に、マインツの文書に4つの精錬所の1つとして Breydenstein という表記で最初の文献記録が遺されている。1513年に Neuhütten が集落名として初めて用いられた。ノイヒュッテンは、マインツ選帝侯領の一部として、1803年の帝国代表者会議主要決議に従い、新設されたダルベルク侯のアシャッフェンブルク侯国に編入された。1814年、フランクフルト大公国の一部となっていたこの侯国とともにバイエルン王国領となった。バイエルンの行政改革に伴う1818年の自治体令により現在の自治体が成立した。

### 行政史
1862年にベツィルクスアムト・アシャッフェンブルクが創設され、ノイヒュッテンはその行政管区に含まれた。1880年1月1日にバイエルンのベツィルクスアムト区分の変更によりベツィルクスアムト・ロール・アム・マインに属すこととなった。1939年にドイツ国全土で「ラントクライス」（郡）の名称を用いることとなった。ノイヒュッテンはロール・アム・マイン郡の26市町村の1つとなった。ロール・アム・マイン郡の廃止に伴いノイヒュッテンは、1972年7月1日に新設されたミッテルマイン郡に属すこととなった。この郡は、その10か月後に現在の「マイン＝シュペッサルト郡」と改名された。

## 住民

### 人口推移
- 1961年: 916人
- 1970年: 1,023人
- 1987年: 1,092人
- 1991年: 1,208人
- 1995年: 1,277人
- 2000年: 1,271人
- 2005年: 1,258人
- 2010年: 1,166人
- 2015年: 1,167人

## 行政
この町はパルテンシュタイン行政共同体に参加している。

### 議会
この町の議会は12議席からなる。

### 首長
2020年5月1日からベルント・シュタイガーヴァルト (Wählergruppe Gemeinsam für Neuhütten) がこの町の町長を務めている。彼は2020年3月15日の町長選挙で 58.64 % の票を獲得して当選した。彼の前任者は1996年5月1日から2020年4月30日まで在任したエドムント・ヴィルツベーガーである。

### 紋章
図柄: 赤地に、6本スポークの銀の輪の上に3つ並んだ銀のクリスタル。

## 経済と社会資本

### 経済構造
公式統計によれば、2018年時点で働く社会保険支払い義務のある就労者は114人であった。このうち製造業に従事する者は82人、商業・交通業・宿泊業に従事する者は11人であった。また、この町に住む社会保険支払い義務のある就労者は509人であった。

### 教育
この町には以下の施設がある。
- 幼稚園: 2019年現在、定員50人に対し園児数は40人である[8]。
- 基礎課程学校は、ヴィースタール基礎課程学校に通う。本課程学校はフランメルスバッハに、実科学校、ギムナジウムはロール・アム・マインにある[9]。